# Węgornik
Węgornik (deutsch: Aalgraben) ist ein kleines Dorf in der Stadt- und Landgemeinde Police (Pölitz) in der polnischen Woiwodschaft Westpommern. Es gehört zum Powiat Policki (Kreis Pölitz).

## Geographische Lage
Węgornik liegt im östlichen Vorpommern im Ostteil der Ueckermünder Heide (Puszcza Wkrzańska), etwa 15 Kilometer nordwestlich von Stettin (Szczecin) und 11 km westlich von Police. Die Entfernung zur deutsch-polnischen Grenze beträgt nur 4 km. Durch Węgornik fließt der Fluss Gunica (Aalbach), der als Kanustrecke genutzt wird.

## Geschichte

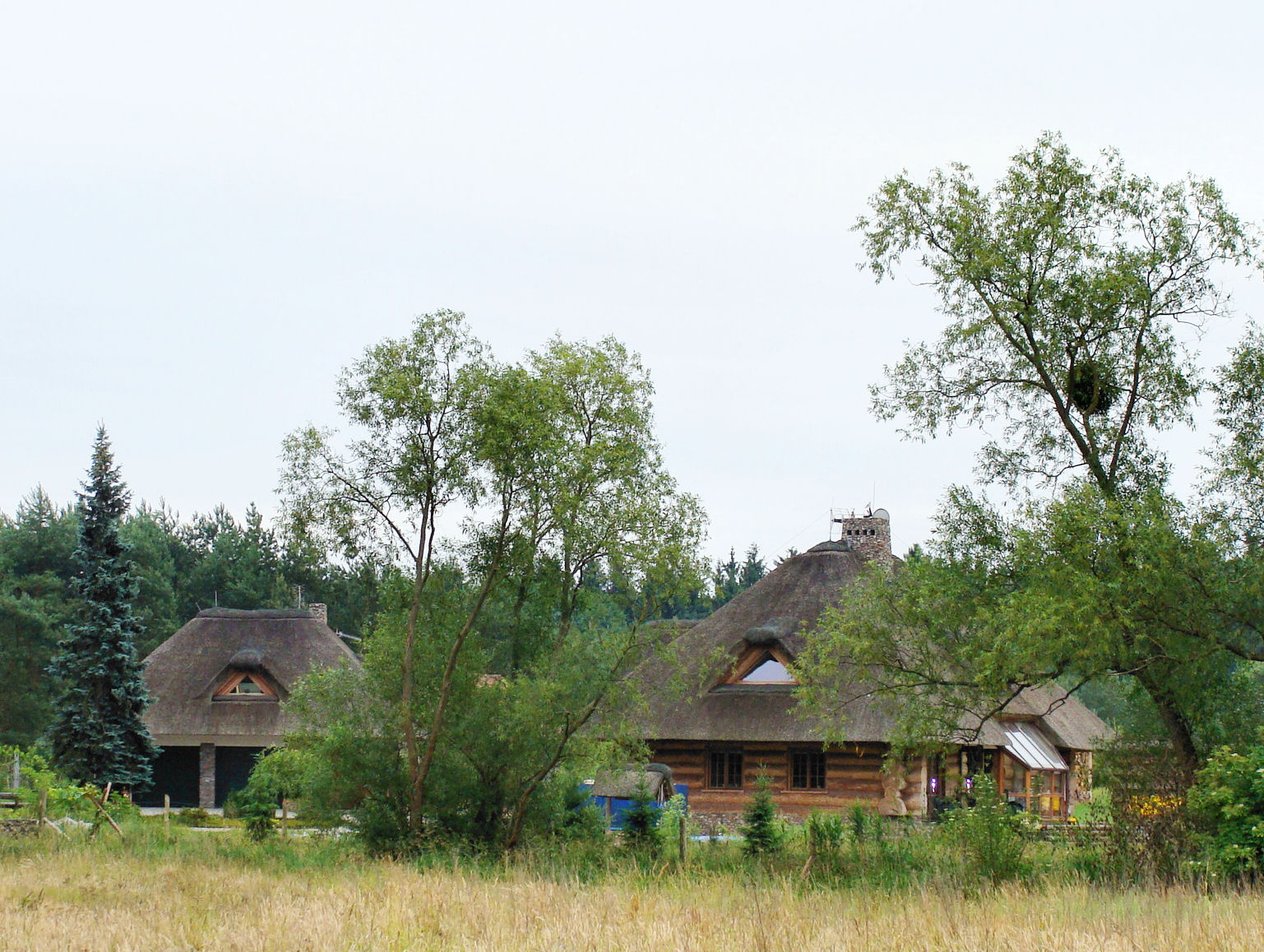
Dorfhäuser

Aalgraben gehörte vor 1945 zum Gutsbezirk Nassenheide im Landkreis Randow, ab 15. Oktober 1939 im Landkreis Ueckermünde im Regierungsbezirk Stettin der preußischen Provinz Pommern.
Nach dem Zweiten Weltkrieg wurde Aalgraben als Węgornik Teil Polens.

## Kirche
Vor 1945 war Aalgraben eine Sonderpredigtstelle des Kirchspiels Böck (heute polnisch: Buk) im Kirchenkreis Pasewalk in der Kirchenprovinz Pommern der Evangelischen Kirche der Altpreußischen Union. Letzter deutscher Geistlicher war Pfarrer Otto Ebert.

## Verkehr
Zu erreichen ist Węgornik über eine Abzweigung der Wojewodschaftsstraße 115.